# Об'єднання (військова справа)
Об'єднання — військове формування, що включає кілька з'єднань або об'єднань меншого складу, та/або окремих частин і установ. На відміну від військових частин і з'єднань склад об'єднань, як правило, непостійний і в кожному окремому випадку визначається з урахуванням власного призначення, виконуваних ним завдань і характеру театру воєнних дій і театру війни. Існує залежність складу об'єднання від складу вирішуваних завдань: відповідно до них об'єднання може бути
- оперативно-стратегічним,
- оперативним,
- оперативно-тактичним.

Крім цього, існують також територіальні загальновійськові об'єднання, що створюються для виконання у відповідних межах завдань і військово-адміністративних функцій (наприклад, військовий округ).

## Оперативно-стратегічне об'єднання
Оперативно-стратегічне об'єднання складається з кількох оперативних об'єднань, окремих з'єднань і частин різних видів збройних сил, родів військ, спеціальних військ і служб. У збройних силах різних країн такими об'єднаннями були фронт (Російська імперія, СРСР, Японія), група армій (США, Німеччина, Франція, Велика Британія), флот (Росія, СРСР, США, Німеччина, Японія), повітряний флот (Німеччина). Оперативно-стратегічні об'єднання, як правило, створюються у воєнний час для вирішення оперативно-стратегічних завдань; в ряді випадків вони існують також в мирний час (наприклад, флот ВМС США та ВМФ Росії).
Оперативно-стратегічні об'єднання у вигляді фронтів і груп армій оформилися до початку Першої світової війни і спочатку вважалися стратегічними об'єднаннями. Причиною їх формування стало значне збільшення розмаху військових дій і кількості військ, що беруть участь у них, а також необхідність залучення до вирішення оперативно-стратегічних завдань об'єднань і з'єднань, що складаються з різних родів військ. Керівництво оперативно-стратегічними об'єднаннями зазвичай здійснює верховне командування збройних сил або командування збройних сил на театрі воєнних дій.

## Оперативне об'єднання
Оперативні з'єднання створюються як в мирний, так і у воєнний час. До складу оперативного об'єднання входять кілька з'єднань і частин різних родів військ (сил), спеціальних військ і служб. Призначенням оперативного об'єднання є виконання переважно оперативних завдань шляхом проведення самостійних і спільних операцій (бойових дій). Оперативними об'єднаннями є армія, флотилія, ескадра, авіація флоту, тактичне авіаційне командування. Оперативні об'єднання можуть бути самостійними або входити до складу оперативно-стратегічних об'єднань. Також в деяких випадках оперативні об'єднання можуть підкорятися командуванню військового округу.

## Оперативно-тактичне об'єднання
Оперативно-тактичні або вищі тактичні об'єднання у воєнний час можуть входити до складу загальновійськових армій або армії ППО, групи армій або фронту. У мирний час входять до складу військових округів. Оперативно-тактичне об'єднання складається із з'єднань і частин різних родів військ (сил), спеціальних військ і служб одного виду збройних сил; воно призначене для виконання оперативно-тактичних і тактичних завдань, зазвичай, у складі оперативного або оперативно-стратегічного об'єднання, а на окремих операційних напрямках невеликої ємності — самостійно. У період Другої світової війни до оперативно-тактичних об'єднань відносились армійські, механізовані та кавалерійські корпуси.